# ديفيد كوك
ديفيد هاميلتون كوك (بالإنجليزية: David Koch) ( 3 مايو 1940 -23 أغسطس 2019) هو رجل أعمال أمريكي وناشط سياسي ومهندس كيميائي. وشريك مع شقيقه الأكبر تشارلز كوك في شركة صناعات كوك. ديفيد يعتبر من أكبر أثرياء العالم حيث احتل في عام 2013 المرتبة 7 في قائمة أغنى أغنياء العالم.

## وصلات خارجية
- ديفيد كوك على موقع الموسوعة البريطانية (الإنجليزية)
- ديفيد كوك على موقع مونزينجر (الألمانية)
- ديفيد كوك على موقع إن إن دي بي (الإنجليزية)
- مرات الظهور على سي-سبان
- Political contributions from Influence Explorer at the مؤسسة ضوء الشمس
- Names in the News: David and Charles Koch at FollowTheMoney.org
- Collected news and commentary at نيو يورك تايمز